# Wargame Construction Set II: Tanks!
Wargame Construction Set II: Tanks! est un jeu vidéo de type wargame créé par Norm Koger et publié par Strategic Simulations en 1994 sur IBM PC. Celui-ci permet notamment de créer ses propres scénarios de jeu de guerre puis de les essayer, plusieurs scénarios étant livrés avec le jeu afin de se rendre compte des possibilités du programme,,.

## Accueil
| Wargame Construction Set II |      |       |
| Média                       | Nat. | Notes |
| Computer Gaming World       | US   | 3/5   |
| PC Gamer UK                 | GB   | 83 %  |